# Miguel Primo de Rivera Orbaneja
|  | Per a altres significats, vegeu «Primo de Rivera (desambiguació)». |

Miguel Primo de Rivera Orbaneja (castellà: Miguel Primo de Rivera)  (Jerez de la Frontera, 8 de gener de 1870 - París, 16 de març de 1930) II marquès d'Estella i VII de Sobremonte fou un militar espanyol que imposà una dictadura (dictadura de Primo de Rivera) i ocupà el càrrec de president del govern espanyol (1923-1930).

## Biografia
Procedent d'un entorn familiar de militars il·lustres, en la qual havia destacat el seu oncle Fernando Primo de Rivera, marquès d'Estella (1831-1921), heroi de la darrera guerra carlina, governador de les Filipines i diverses vegades ministre de la Guerra. Va ingressar a l'exèrcit als 14 anys i va desenvolupar la major part de la carrera en destinacions colonials: Marroc, Cuba i Filipines (on va acompanyar el seu oncle) van ser els escenaris que li van permetre ascendir ràpidament per mèrits de guerra, de manera que el 1912 ja era general.
Tot i estar vinculat al grup de militars africanistes, va defensar l'abandó de les colònies nord-africanes, motiu pel qual va patir represàlies polítiques.
El seu fill, José Antonio fou el fundador de la Falange Espanyola.

## Destí: la península
Des del 1919 va passar a destinacions peninsulars, que li van permetre de posar-se en contacte amb els aguts problemes socials i polítics de l'època: va ser capità general de València, de Madrid i de Barcelona. Des d'aquest darrer destí, al qual va accedir el 1922, va observar l'auge de l'anarquisme, del pistolerisme patronal, del catalanisme, de la inestabilitat ministerial i de la descomposició del sistema de partits.
Com a reacció, Primo de Rivera va enarborar els seus ideals militaristes, nacionalistes i autoritaris per fer un cop d'estat el 13 de setembre de 1923, arran del qual suspengué la Constitució Espanyola de 1876, dissolgué el Parlament i implantà una dictadura.

## El directori militar
Amb connivència del rei Alfons XIII i l'aquiescència de bona part de la patronal, del clergat, de l'exèrcit i de les forces conservadores, Primo de Rivera encapçalà un directori militar que va concentrar tots els poders de l'Estat, tot excloent-ne els polítics professionals. Inicialment trobà una certa acceptació, en la mesura que venia a substituir un règim desprestigiat i en què prometia una dictadura transitòria inspirada en els ideals dels regeneracionistes de principis de segle (com Joaquín Costa), per tal de restaurar l'ordre i desarrelar la influència caciquil de la vida política. Fins i tot els socialistes mostraren envers ell una benèvola neutralitat. Tot i que formalment s'inspirà en el model feixista de Mussolini, la seva dictadura fou més moderada i conservadora.
Durant els anys del Directori militar de Primo de Rivera (1923-1926) va suspendre la Constitució Espanyola de 1876 i va intentar elaborar-ne una de nova sense èxit, va liquidar la Mancomunitat de Catalunya, desterrà de la vida política els partits i institucions representatives (substituïdes per tecnòcrates conservadors, agrupats a partir de 1924 en la Unió Patriòtica), reforçà el proteccionisme estatal en favor de la indústria estatal i fomentà la construcció de grans obres públiques. Va perseguir els anarquistes, el sindicat dels quals -la CNT- fou declarat il·legal. Un dels seus èxits va consistir a consolidar la presència espanyola al Marroc gràcies a una victòria militar que va posar fi a anys de permanents conflictes i dificultats, com havia estat el «Desastre d'Annual» de 1921, pel qual s'havien demanat responsabilitats als militars i al mateix rei, i que havia propiciat el cop d'Estat de 1923.
El desembarcament d'Alhucemas (1925) va formar part d'una operació combinada amb l'exèrcit francès per acabar amb la rebel·lió de les tribus de beduïns o amazics del Rif. Tot i que això contradeia les idees anteriors del dictador, fou un èxit tan significatiu que animà Primo de Rivera a institucionalitzar la dictadura de forma duradora. El Directori militar donà lloc a un Directori civil (1926-1930) i es va reunir una Assemblea Nacional (1927) que elaborà un avantprojecte de Constitució (1929). No obstant aquell simulacre de Parlament no democràtic, es va evidenciar la diversitat de posicions polítiques que hi havia entre els seguidors de la dictadura, entre catòlics conservadors i corporativistes autoritaris atrets pel feixisme.

## Campanya contra la dictadura
Dividits els primorriveristes i enrarides les relacions del dictador amb el rei, no van ser capaços d'afrontar l'auge de l'oposició, cada dia més unida i mobilitzada davant l'amenaça de veure perpetuar-se el règim. Socialistes i republicans s'uniren en campanya contra la dictadura, que amenaçava d'arrossegar també la monarquia que l'havia sustentada: estudiants, obrers i intel·lectuals es manifestaren en contra del règim i els mateixos militars conspiraren contra Primo de Rivera.
Finalment, desautoritzat per alts càrrecs militars i pel rei, Primo de Rivera presentà la dimissió el 1930 i s'exilià a París, no sense haver recomanat a Alfons XIII alguns noms de militars que podrien succeir-lo (entre els quals hi havia el general Berenguer, que assumí la presidència). Dos mesos més tard, morí a Paris sumit en una gran decepció per les ingratituds rebudes. El seu fill gran José Antonio Primo de Rivera entraria en la política poc després per, segons ell, reivindicar la memòria de son pare. La seva filla Pilar Primo de Rivera, que no va morir en la guerra com els seus germans José Antonio i Fernando, va ser cap de la Secció Femenina (les dones al moviment creat per son germà) a partir de la Segona República Espanyola, a la guerra i durant el franquisme; també durant la democràcia, i fins que morí als 84 anys, a l'Asociación de Veteranas de la Sección Femenina. El seu fill Miguel fou ministre de Franco.

## Primo de Rivera a Catalunya
A més de liquidar la Mancomunitat de Catalunya, durant la dictadura de Primo de Rivera es van eliminar sistemàticament tots els símbols públics del catalanisme.
L'any 1928 va fer enderrocar les Quatre Columnes de Montjuïc (Barcelona), de Puig i Cadafalch, aixecades l'any 1919, i destinades a convertir-se en un dels símbols del catalanisme, per tal que aquest no tingués el ressò que li podia donar l'Exposició Internacional de 1929, celebrada a Montjuïc. Pel mateix motiu feu anomenar Poble Espanyol, a la mateixa muntanya, al que s'havia de dir Iberona, en homenatge als Ibers, primers pobladors de les terres catalanes, va posar el nom que té a la Plaça d'Espanya i hi feu construir també les dues torres venecianes.

## Galeria d'imatges

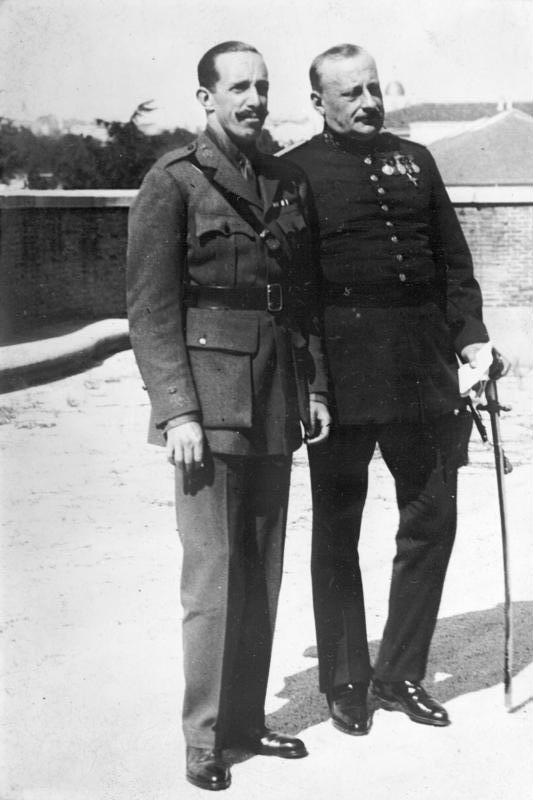
Alfons XIII i el dictador Primo de Rivera, març 1930.
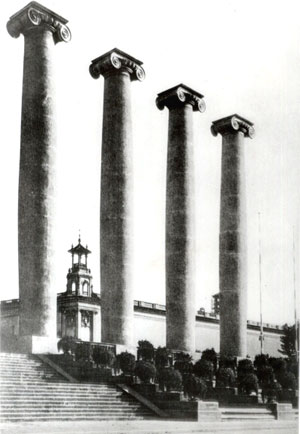
Les Quatre Columnes, a Montjuïc (Barcelona)
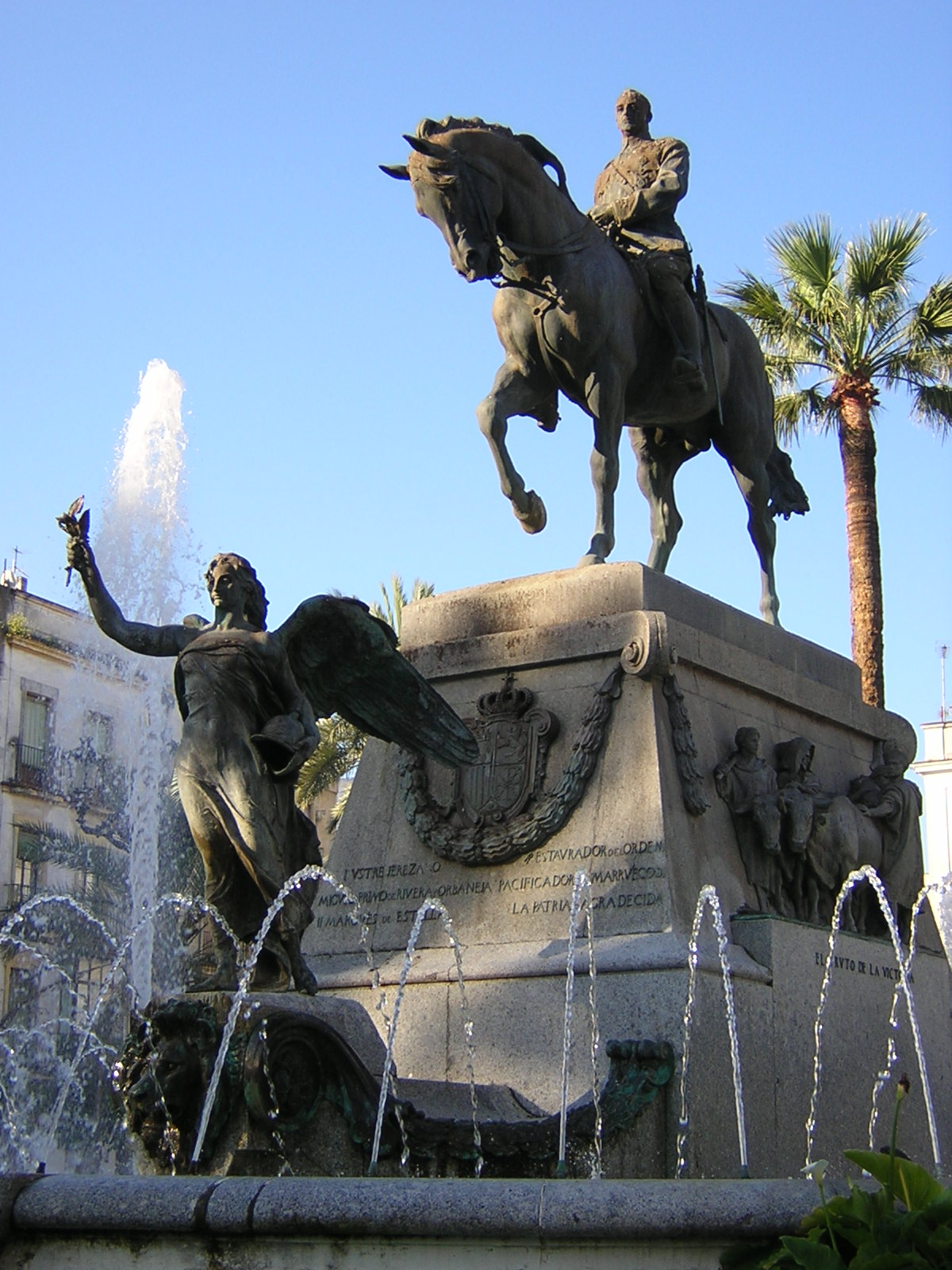
Monument a Miguel Primo de Rivera a la Plaça de l'Arenal de Jerez de la Frontera (1929)